# Garoga (Padang Bolak)
Garoga is een bestuurslaag in het regentschap Padang Lawas Utara van de provincie Noord-Sumatra, Indonesië. Garoga telt 154 inwoners (volkstelling 2010).